# Wannsee 1942
Wannsee 1942, tysk titel: Die Wannseekonferenz, är en tysk TV-film från 2022 om Wannseekonferensen som ägde rum den 20 januari 1942. Filmen är regisserad av Matti Geschonneck med manus av Magnus Vattrodt och Paul Mommertz. I huvudrollen som SS-Obergruppenführer Reinhard Heydrich, konferensens ordförande, ses Philipp Hochmair.

## Rollista
| Philipp Hochmair    | – SS-Obergruppenführer Reinhard Heydrich               |
| Johannes Allmayer   | – SS-Obersturmbannführer Adolf Eichmann                |
| Godehard Giese      | – Dr. Wilhelm Stuckart                                 |
| Fabian Busch        | – SS-Oberführer Dr. Gerhard Klopfer                    |
| Simon Schwarz       | – understatssekreterare Martin Luther                  |
| Thomas Loibl        | – Ministerialdirektor Dr. Friedrich Wilhelm Kritzinger |
| Rafael Stachowiak   | – Dr. Georg Leibbrandt                                 |
| Peter Jordan        | – Gauleiter Dr. Alfred Meyer                           |
| Markus Schleinzer   | – SS-Gruppenführer Otto Hofmann                        |
| Matthias Bundschuh  | – SS-Sturmbannführer Erich Neumann                     |
| Jakob Diehl         | – SS-Gruppenführer Heinrich Müller                     |
| Sascha Nathan       | – Dr. Josef Bühler                                     |
| Frederic Linkemann  | – SS-Sturmbannführer Dr. Rudolf Lange                  |
| Arnd Klawitter      | – Dr. Roland Freisler                                  |
| Maximilian Brückner | – SS-Oberführer Dr. Karl Eberhard Schöngarth           |
| Lilli Fichtner      | – Ingeburg Werlemann, sekreterare                      |
| Frederik Schmid     | – Eichmanns adjutant                                   |